# ドラゴンクエストソード 仮面の女王と鏡の塔
『ドラゴンクエストソード 仮面の女王と鏡の塔』（ドラゴンクエストソード かめんのじょおうとかがみのとう、Dragon Quest Swords: The Masked Queen and the Tower of Mirrors）は、2007年7月12日にスクウェア・エニックスから発売されたWii用ゲームソフト。アメリカでは2008年2月19日、ヨーロッパでは2008年5月9日に発売。

## 概要
ドラゴンクエストシリーズの派生作品のひとつ。2003年に発売されたオリジナル製品『剣神ドラゴンクエスト 甦りし伝説の剣』の流れを汲んだ体感RPGである。
本作ではWiiリモコンを剣に見立て、これを振ることによって敵を攻撃し、ボタン操作によって盾を構えたり必殺剣を放ったりすることができる。操作はWiiリモコンだけを使い、片手で誰でも遊べるようになっている。また、ドラゴンクエストシリーズは第1作目から「プレイヤー自身が主人公となって冒険を体験する」というコンセプトが大切にされてきたが、本作ではそのコンセプトを当時の新ハードであったWiiによって表現したものである。
日本で発売されたドラゴンクエストシリーズの作品としては初めてイベントや戦闘がフルボイスの作品となった（ボイス自体は2005年発売の北米版『ドラゴンクエストVIII』で初登場）。また、ライト層であってもクリアできるよう物語は短く作られ、コア層向けにやり込み要素が盛り込まれている。声優は過去、特撮作品に出演経験のある者がメインキャストを占めている。これはバトルシーンで声を張る演技が出来ることを考慮して意図的に選んだことによる。
2006年5月のE3での発表当初はWii本体と同時発売予定とされていたが、2007年春に延期され、その後2007年7月12日に発売された。バーチャルコンソールを除くスクウェア・エニックスのWii参入第1弾ソフト。同シリーズが任天堂の据え置きハードに登場したのはスーパーファミコンでのリメイク版『ドラゴンクエストIII』以来、11年振り（リメイク版を除外した場合は『VI』以来12年振り）となった。
本作のBGMは書き下ろされた曲のすべてが松前真奈美の作曲（24曲）であり、他のドラゴンクエストシリーズ作品のほとんどの楽曲を担当しているすぎやまこういちの曲は、既存の曲の流用（4曲）に留まっている。すぎやまはこれまでのシリーズ作品でテストプレイも行っていたが、本作は実際に腕を振ってプレイする内容であることから（高齢の）すぎやまの体力的な負担の大きさを考慮して別の作曲家に依頼することになった。松前とすぎやまは、松前が楽曲を手掛ける競馬ゲーム『ダービースタリオン』にGIファンファーレ（すぎやま作曲）を使用する際の楽曲チェック時に初めて対面しているが、競馬ゲーム好きでもあるすぎやまが松前のメロディアスな楽曲を気に入り、後の本作制作時にすぎやまから電話で直々に作曲オファーを行った。

## ゲームシステム

### 主な特徴
本ソフトはワイド画面対応であり、プログレッシブ出力にも対応している。ただし標準規格の一つであるフルワイドXGAやフルHDの16:9比率の表示では、『ドラゴンクエストVIII』と同様に横の画素が余り左右に黒帯が出る。一部では画面が縦長になりダーツの的などが楕円で表示される。
経験値やちいさなメダルが剣神ドラゴンクエスト同様にある。ちいさなメダルは「メダルにゃん」という王冠を被った猫が集めている。それに加えてゴールドも存在しており、町で「剣」「盾」「鎧」「兜」「装飾品」などの装備品や道具を買うのに使える。ゴールドは金庫に入れることもでき、金庫に預けておけばゲームオーバーになってもゴールドが減らない仕組みになっている。
なお、「剣」はお金と特定の素材を揃えることで武器屋で様々な種類の剣に強化することができ、それによって多くの必殺剣を覚えたり剣に属性を付けることができる。
敵を倒すごとにリアルタイムで経験値やゴールドが得られ、戦闘中でもレベルが上昇することがある。フィールドの草むらなどを調べるとアイテムなどが見つかることもある。
各ステージの評価はクリアタイム、倒したモンスターの数、最大連続ヒット数、攻撃ヒット率、完全ガード率などをポイント化したもので総合的に判断し、EX, S, A, B, C,ランク無し のランクで評価され、それぞれのランクに応じたアイテムが入手できる（C,ランク無しはなにも入手出来ない。EXの場合はS以下のアイテムを、通常の二倍入手出来る）。
ミニゲーム的な要素としてWiiリモコンでスロットを回すことができる「福引き」や短時間でスライム100匹を斬る「スライム100」がある。「スライム100」では爆弾岩を斬ってしまうとしばらく剣が斬れなくなる。

### 戦闘時の操作体系
攻撃
Wiiリモコンを剣に見立てて斬り付ける様な感じで振れば攻撃できる。攻撃できるのは一番前にいる敵のみである。縦斬り、斜め斬り、横斬り、突きによる攻撃ができ、突きは他の攻撃より少し与えるダメージが大きい。一気に複数の敵を斬り付けることも可能。敵を攻撃すると剣の形をした%表示が溜まっていき、満タンにして2ボタンで必殺剣が発動する。Wiiリモコンを使って一定時間の間に必殺剣のパワーを溜めてから敵に攻撃することになるが、必殺剣の種類によってパワーを溜めるためのWiiリモコンの動かし方が異なる。必殺剣の種類は後述する。
ポインターロックシステム
本ソフトが2007年春発売からさらに2007年7月12日発売に伸びたことはWiiリモコンの調整によるところが大きい。斬る方向を判別することは『剣神ドラゴンクエスト』の「XaviX」（ザビックス）テクノロジではセンサー側が剣の動きを捉えていたが、Wiiではセンサーバーが出す赤外線をWiiリモコンが認識している。つまりWiiリモコン側とセンサー側の双方の調整が必要になるため、斬る方向を認識する精度を上げるのはかなり困難になる。そのため、今作品にはポインターロックシステムが採用された。システム自体はその名のとおり、ポインターを動かないようにロックして、斬る方向を認識しやすくするためのシステムである。もちろんポインターロックをしなくても敵は倒せるが、カウンターや突き攻撃などはこのシステムを使った方が成功しやすい。
防御
Wiiリモコンのボタン操作で盾を構えて敵の攻撃を防ぐ。盾には%表示があり、敵の攻撃を受けることで%が下がっていき、盾が欠けていく。敵や味方の呪文によって盾が大きくなったり小さくなったりすることもある。また、敵の放つ飛び道具や呪文やブレス攻撃は剣筋ではね返して防御し、なおかつ、遠くの敵に攻撃できるカウンター攻撃もできる。
仲間
1人を仲間にして2人パーティーで戦うことができる。仲間は呪文を唱えるなどして主人公をサポートしてくれるが、仲間にもHPやMPなどのステータスがあり、敵から攻撃を受けたり呪文を唱えたりする事で減少する。当然ながら、HPが0になれば仲間も戦闘不能になる。めいれいさせろ、いのちだいじに、バッチリがんばれ、ガンガンいこうぜ、などのさくせんのAIによって仲間の行動パターンは制御できる。
呪文
主人公は呪文を唱えられないため、主にもう1人の仲間が唱えることになる。本作品のみに登場する呪文もある。

#### 主人公が行う必殺剣と行う動作
それぞれの動作には約3秒程度の制限時間があり、3秒を超えてしまうと必殺剣の発動が失敗になる（必殺剣ゲージは80％に戻る）。
- 気合い斬り - Wiiリモコンを上に突き刺して敵を斬る。
- 爆裂剣 - Wiiリモコンを上に突き刺して敵を3回斬る。
- 稲妻雷光斬 - 剣を頭上で回して斬る。
- 雷光一閃突き
- ジゴスパーク
- 灼熱火炎斬 - Wiiリモコンを激しく振る。
- 閃光烈火突き - Wiiリモコンを下に突き刺し、突く。
- 閻魔煉獄斬 - 剣を激しく振って斬る。
- ダイヤモンドダスト - Wiiリモコンで円を描いてパワーを溜めてダイヤモンドを斬る。
- 凍土大切断 - Wiiリモコンを下に突き刺し、斬る。
- 絶対零度 - 剣を回して、斬る。
- 魔鬼破斬 - Wiiリモコンを∞の字に回して敵を斬る。
- ライトニングヘブン - Wiiリモコンを∞の字に回して敵を3回斬る。
- ギガスラッシュ - Wiiリモコンを∞の字に回して敵を斬る。
- ドラゴンブレイク - Wiiリモコンを∞の字に回して敵を斬る。
- 凍てつく波動 - 剣で円を書き、突く。
- 王者の一撃 - 剣を大きく振りまわし、頭上に突き上げ、剣を激しく振り、斬る。

#### 合体必殺剣
連れている仲間の呪文と主人公の剣が合わさった必殺剣。この発動にはWiiリモコンを振る動作を伴うだけではなく、仲間のMPも消費する。
- ピンクタイフーン - セティアのバギ系の呪文との合体必殺剣。3秒間円を描き、突く。
- メドローア - ディーンの炎と氷の呪文が合わさった合体必殺剣。3秒間融合させ、突く。
- ギガブレイク - バウドの雷の呪文との合体必殺剣。剣を頭上に突き上げ、斬る。

なお、メドローアという呪文自体は漫画『DRAGON QUEST -ダイの大冒険-』や『ドラゴンクエストモンスターズ2 マルタのふしぎな鍵』に登場している。ギガブレイクも『DQVIII』同様、『DRAGON QUEST -ダイの大冒険-』からの採用である。

#### 本作のみに登場する呪文・特技
- バイシルド - 主人公の盾を60秒間大きくする。
- 小悪魔のキッス - 全体攻撃魔法。喰らった敵は少しの間悩殺される。

## 登場人物

### 主要人物
主人公
本作の主人公。16歳。背に剣を背負っており、赤い服で茶髪。呪文は一切使えず、剣のみで戦う。
ディーン
声 - 小西遼生
18歳。アルソード王国の王子。剣技と魔法が使えるが、ゲーム中では基本的に魔法による援護をしてくれる。ややマザコンの兆候が見られる。
セティア
声 - 木下あゆ美
17歳。ロリパンクファッションの女僧侶。かつては神殿に仕え、将来を有望視されていたが、病に倒れた兄のフォルグの治療に成功せず、果てには兄が失踪したことにより自信を失い、僧侶としての道をあきらめた。なにかとブランドにこだわる傾向がある。
バウド
声 - 松田賢二
40歳。主人公の父親。昔は有能な剣士だったが、5年前の魔王との戦いの折に右腕を失い、以後は義手を使う。剣を使えなくなったため魔法使いに転向し、現在は魔法のみを使う。見かけによらず酒好きで女好き。

### その他の人物
ヒルダ
声 - 三石琴乃
魔王に荒らされたアルソード王国を復興させた女王であり、ディーンの母親。魔王を倒したメンバーの1人。最近、謎の仮面を被っている様子が見られたり、人に会おうとしなかったりと様子がおかしくなっており、息子のディーンに疑問を持たれている。鏡の塔で主人公に被っていた仮面を斬られるが、実は彼女が被っていた仮面は、魔王の力を弱める「封印の仮面」だった。ヒルダは5年前に魔王を倒した際、魔王に憑依されていたのである。
ナッジ老師
声 - 増岡弘
剣術の達人。主人公に剣の稽古をつけてくれる。バウドの義手の秘密を知っている。
フォルグ
声 - 藤原啓治
セティアの兄。かつて魔王を倒したメンバーの1人だが、魔王との戦いによって傷を負い、やがて高熱で倒れ、体にウロコが生え、そしてセティアの前から姿を消した。セティアの前から消えたのは、魔王の呪いによりモンスター化が進行していたためで、それにより理性がどんどん失われていくことを恐れたからである。第4章の海辺の洞窟のボスである嘆きの怪物の正体は彼である。その後、またも姿を消すが、第8章で再び登場。魔王に体を奪われ、元の姿に戻った。主人公たちに魔王ジェイムが倒されたことで彼も解放される。
大臣
声 - 広瀬正志
アルソード王国の大臣。不在である女王の代わりをしたり、中盤は「鏡の塔」への道を開いたりする。
城の兵士
声 - 立花慎之介
外へ出る門を守っている兵士。主人公が町に戻ると、戦いでダメージを受けた盾を新品同様に修理する。

### 各ステージのボスたち
試練の騎士
声 - 三宅健太
第1章の試練の洞窟のボスで、主人公にアルソード王国の慣わしである試練を課す。「Nintendo World 2006 Wii体験会」では「じごくのよろい」として登場した。二回目からは、ホイミスライムと共に登場する。一定の攻撃をした後にこちらがダメージを与えることができる隙がある。
ゴーレム
声 - 佐藤晴男
第2章のエルヘイムの森のボス。岩石を組み上げて作られた人形。エルヘイムの森を自分の庭と言い、侵入者である主人公に襲い掛かる。巨体によるパンチ攻撃を放ってくるが、攻撃を全て防御できた後にこちらが攻撃できる隙がある。
サイレス
声 - 中國卓郎
第3章のブレイゲ山のボス。三つ目の怪鳥の魔物で、魔王の手下の生き残り。自ら攻撃する他に別の魔物を持ってきたりする。
嘆きの怪物
声 - 藤原啓治
第4章の海辺の洞窟のボス。魔王に酷似した外見のモンスター。その正体はセティアの兄であるフォルグ。
アークデーモン
声 - 三宅健太
第5章の鏡の塔のボス。三叉の槍を持った上級の悪魔。槍やイオナズンで攻撃し、ミニデーモン軍団を多数召喚して来る。一度勝利して鏡の塔に来ると弟が襲い掛かってくる。
力の守護者
声 - 宗矢樹頼
第6章の鏡の世界のボス。鏡の世界の奥でまどろむ石像で、主人公を「魔と戦いし者」と呼び、力を試すために戦う。パンチや踏み付けだけでなく仲間のMPを吸収する攻撃も使用。倒すと封印の仮面を直し、破邪の剣をくれる。
トロルキング
声 - 酒井敬幸
第7章の溶岩の海のボス。凄まじい怪力を誇る人型の魔獣。魔王の城を守っており、棍棒や岩石投げなどで攻撃してくる。一度勝利して溶岩の海に来ると何故か敬語を話す。
魔王ジェイム
声 - 山寺宏一
第8章の魔王の城のボスで、本作の最終ボス。5年前、バウドたちによって倒されたが、肉体をフォルグに移し、魂をヒルダに憑依させて生き残っていたが、ヒルダの封印の仮面によって封印されていた。主人公によって仮面を斬られたことによって封印を解かれる。最初は人型で、剣や念動玉といった攻撃をしてくる。第2形態は腕が四本になり、更に攻撃が多彩になる。中でも暗黒雷光斬はとてつもなく強力。

### クリア後に戦えるボス
ゲームを一度クリアした後、町の奥の石版の洞窟の鏡を調べると、以下の敵と戦うことができる。
キラーアーマーズ
声 - 三宅健太
剣神度が100以上あると戦える。第1章のボスが強くなって、さらに2体になってベホマスライムまでついた強敵。倒すと「古びたつるぎ」が手に入る。それを強化すると「メタルキングの剣」になる。
ゲモン
声 - 中國卓郎
剣神度が340以上あると戦える。漆黒の体を持つ怪鳥の魔物で、第3章のボスが強くなったような強敵。動きがとても速いので、剣ではほとんどダメージを与えられない。敵の攻撃を跳ね返すことで、ダメージを与える。時々ベホマスライムを連れて来ることがある。倒すと「ひかりのよろい」が手に入る。このボスは元々『ドラゴンクエストVIII』の中ボスである。
メタルキング
剣神度が520以上あると戦える。「メタルキングの剣」以外ではダメージを1しか与えられない。回避率も高くすばやい動きに加え、25秒経つと逃げてしまう。逃げられても一応、倒したことになるが戦利品はもらえない。倒すと「メタルキングヘルム」が手に入る。
アトラス
剣神度が780以上あると戦える。金槌を持った単眼の巨人。第8章に登場するザコ敵のサイクロプスに似ているが、それにも増して攻撃が激しく、なかなかこちらの攻撃のチャンスが無い上に、後ろにいるタホドラキーがルカナンを唱えてくる。倒すと「ごうけつのうでわ」が手に入る。このボスは元々『ドラゴンクエストII 悪霊の神々』の中ボスの1人である。
竜皇帝バルグディス
上の4体のボスに勝利し、また剣神度が1000以上あれば戦える。3つの首を持った巨大な竜。向かって右→向かって左→中央の順でそれぞれの首が攻撃し、敵のHPが3分の1減ると次の首と戦闘になる。全ての首を倒すとHPが全回復し、3つの首が一気に襲いかかってくる。倒すと、「オリハルコンの棒」が手に入る。それを強化すると、最強の剣「王者の剣ゴージャス」になる。

## ストーリー・ステージ
『』は章の名前、「」はステージ名。

### プロローグ
舞台は周囲を美しい海洋に囲まれた島、アルソード王国。この王国にはかつて魔王が君臨していた。そんな魔王が倒されて5年、アルソード王国の城下町では魔王が倒されたことを祝う祭りの真っ最中であった。そんなアルソード王国の人々が平和に酔いしれている中で、王国ではちょっとした異変が起きていた。

### ステージ
- 序章『予感』
- 第1章『試練』 「草原 - 試練の洞くつ」
- 第2章『疑惑』 「エルヘイムの森」
- 第3章『仮面』 「ブレイゲ山」
- 第4章『犠牲』 「海辺の洞くつ」
- 第5章『決断』 「鏡の塔」
- 第6章『秘力』 「鏡の世界」
- 第7章『煉獄』 「エルヘイムの森 - 溶岩の海」
- 第8章『魔王』 「魔王の城」

## スタッフ
- シナリオ・ゲームデザイン・ゼネラルディレクター - 堀井雄二
- キャラクターデザイン - 鳥山明
- 音楽 - すぎやまこういち、松前真奈美
- サウンドエフェクト - 神谷智洋
- 企画 - ジニアス・ソノリティ株式会社
- 開発 - 株式会社エイティング
- 制作・販売 - 株式会社スクウェア・エニックス

## 攻略本
- Vジャンプブックス ドラゴンクエストソード 仮面の女王と鏡の塔 Swords Action Super Guide（ISBN 978-4-08-779425-0)
- SE-MOOK ドラゴンクエストソード 仮面の女王と鏡の塔 公式ガイドブック（ISBN 978-4-7575-2096-7)